# 盧鈺樺
盧鈺樺(ろ ぎょくか、1997年10月16日 - ）は、台湾の囲碁棋士。高雄市出身、台湾棋院所属、五段。大森杯女子名人戦優勝3回、SENKO CUPワールド碁女流最強戦準優勝など。

## 経歴
6歳で囲碁を学ぶ。小学3年の時にアマ強豪の陳憲輝に師事、その後台湾棋院南部分院で秦士、林修平、劉耀文などに学ぶ。2010、2011年に全国女子囲棋戦で準優勝。2012年ワールドマインドスポーツゲームズで女子団体戦準優勝、男女ペア戦3位。2013年全国運動会で女子団体戦3位、男女ペア戦3位。2018年九華山地蔵杯全国囲棋公開戦六段組優勝、中山杯全国囲棋選手権六・七段組優勝。
2019年初段。同年九華山地藏王庵プロ囲棋女子育英戦準優勝、大森杯女子名人戦に優勝し三段昇段、国立高雄大学金融管理学系入学。2020年女子囲棋最強戦準優勝。2021年女子囲棋最強戦優勝、大森杯女子名人戦優勝、呉清源杯世界女子囲碁選手権に出場し1回戦で上野愛咲美に敗退。2022年四段、SENKO CUPワールド碁女流最強戦で準優勝、中国女子囲棋乙級リーグ戦に出場。

### タイトル歴
- 大森杯女子囲棋プロ名人戦 2019、21、22年
- 女子囲棋最強戦 2021年

### 他の棋歴
- SENKO CUPワールド碁女流最強戦 準優勝 2022年
- 呉清源杯世界女子囲碁選手権 ベスト8 2022年
- 女子囲棋最強戦 準優勝 2022年
- 中国女子囲棋乙級リーグ戦
  - 2021年度(2022年開催)（友士女子宝島）2−５
  - 2022年（大連弈道）3-4